# Graham Dorrans
Graham Dorrans, född den 5 maj 1987 i Glasgow, är en skotsk fotbollsspelare.

## Karriär
Säsongen 2009/2010 hjälpte han West Bromwich Albion att vinna en uppflyttning till Premier League och han kom med i Team of the Year i The Championship.
Den 6 juli 2017 värvades Dorrans av Rangers, där han skrev på ett treårskontrakt. Den 20 september 2019 värvades Dorrans av Dundee, där han skrev på ett ettårskontrakt. I januari 2020 förlängde Dorrans sitt kontrakt i Dundee med 1,5 år.
I november 2020 värvades Dorrans av australiska Western Sydney Wanderers, där han skrev på ett tvåårskontrakt. I juli 2021 återvände Dorrans till Skottland och skrev på ett tvåårskontrakt med Dunfermline Athletic. I september 2022 lämnade han klubben.